# Hữu Lễ
Hữu Lễ là một xã thuộc huyện Văn Quan, tỉnh Lạng Sơn, Việt Nam.
Xã Hữu Lễ có diện tích 45,41 km², dân số năm 1999 là 2.283 người, mật độ dân số đạt 50 người/km².
Theo thống kê năm 2019, xã Hữu Lễ có diện tích 45,41 km², dân số là 2.252 người, mật độ dân số đạt 50 người/km².